# 杜鹃花科
杜鵑花科（学名：Ericaceae）為双子叶植物纲植物，约122属、4600余种，中国约20属700余种，臺灣约12屬46種。杜鵑花科的模式屬是歐石楠屬。
许多原产温带的杜鵑花科植物被广泛应用于观赏园艺、园林造景中，例如杜鵑花、馬醉木等。大多數杜鵑花科植物有毒，如羊踯躅，但部分如蔓越莓、藍莓、越橘等卻是常见的可食用果物。

## 形态
- 多年生灌木或小喬木，偶有亚灌木状多年生草本或藤本种类。
- 葉形為倒披針形，单叶，上有細毛。
- 花两性，常辐射对称；花萼宿存；合瓣花冠，4－5裂，呈漏斗状、钟形或壶形；雄蕊从花盘基部发出，常为花冠裂片两倍，很少同数，花药具有尾状附属物，顶上孔裂至全面纵裂，花粉形成四合体；子房上位或下位，2－5室。
- 果实为蒴果、浆果或核果。

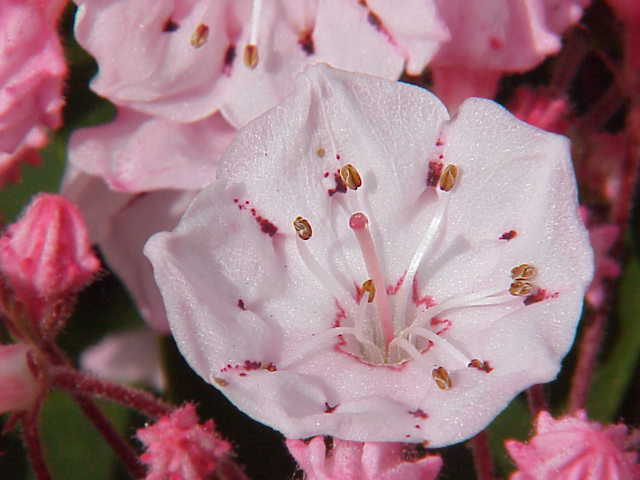
山月桂（Kalmia latifolia）的花辐射对称。
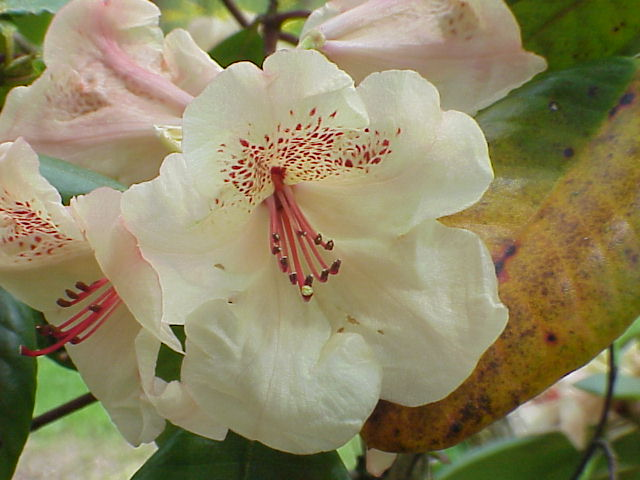
弯果杜鹃（Rhododendron x campylocarpum）的花两侧对称。

## 分布
杜鹃花科植物广布于世界各大洲，多产于温带地区，也产于热带山区，少数环北极分布。大多适应于气候温凉、湿润、土壤偏酸的环境，在许多具有海洋性气候的地方成片生长，构成植被的优势。多生于山地森林，有陆生和附生，很多种类分布树线以上，形成高山植被。在中国各地都有分布，但西南山區品种最多。

## 分类
杜鹃花属的内部分类在历史上经过多次大规模的变动。自20世纪90年代初期以来，多项系统发生分析先后采用核基因、叶绿体基因等遗传分子片段评估了杜鹃花科内部各类群的系统位置。目前认为杜鹃花科中起源时间最早、位于全科系统树基部的一支为原产于喜马拉雅地区、中国南部及日本的吊钟花属，在其后分化出的两支分别为草莓树亚科和水晶兰亚科。然而，至今仍有多个杜鹃花科内的演化支之间的关系并不清楚，尤其是包含蓝莓、蔓越莓等许多可食用浆果的越桔族。

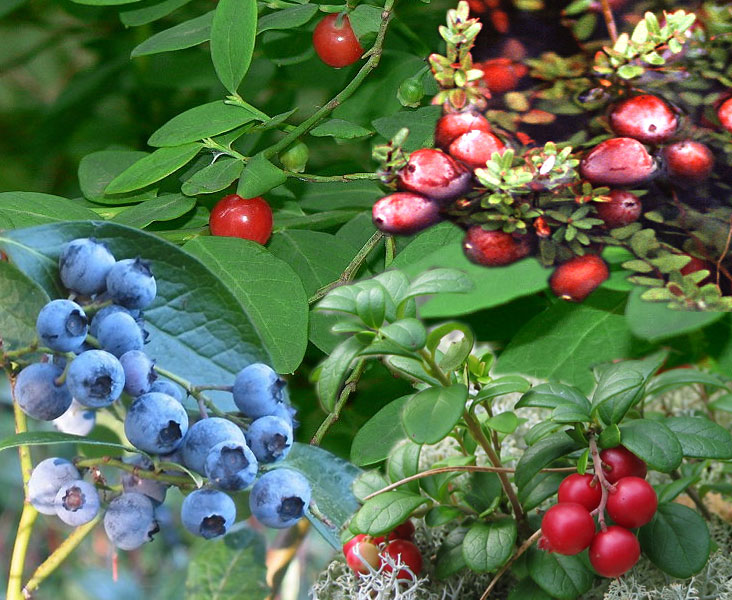
多种常见可食用越橘属的果实：小叶越橘、大果越橘、美国高丛蓝莓、越橘
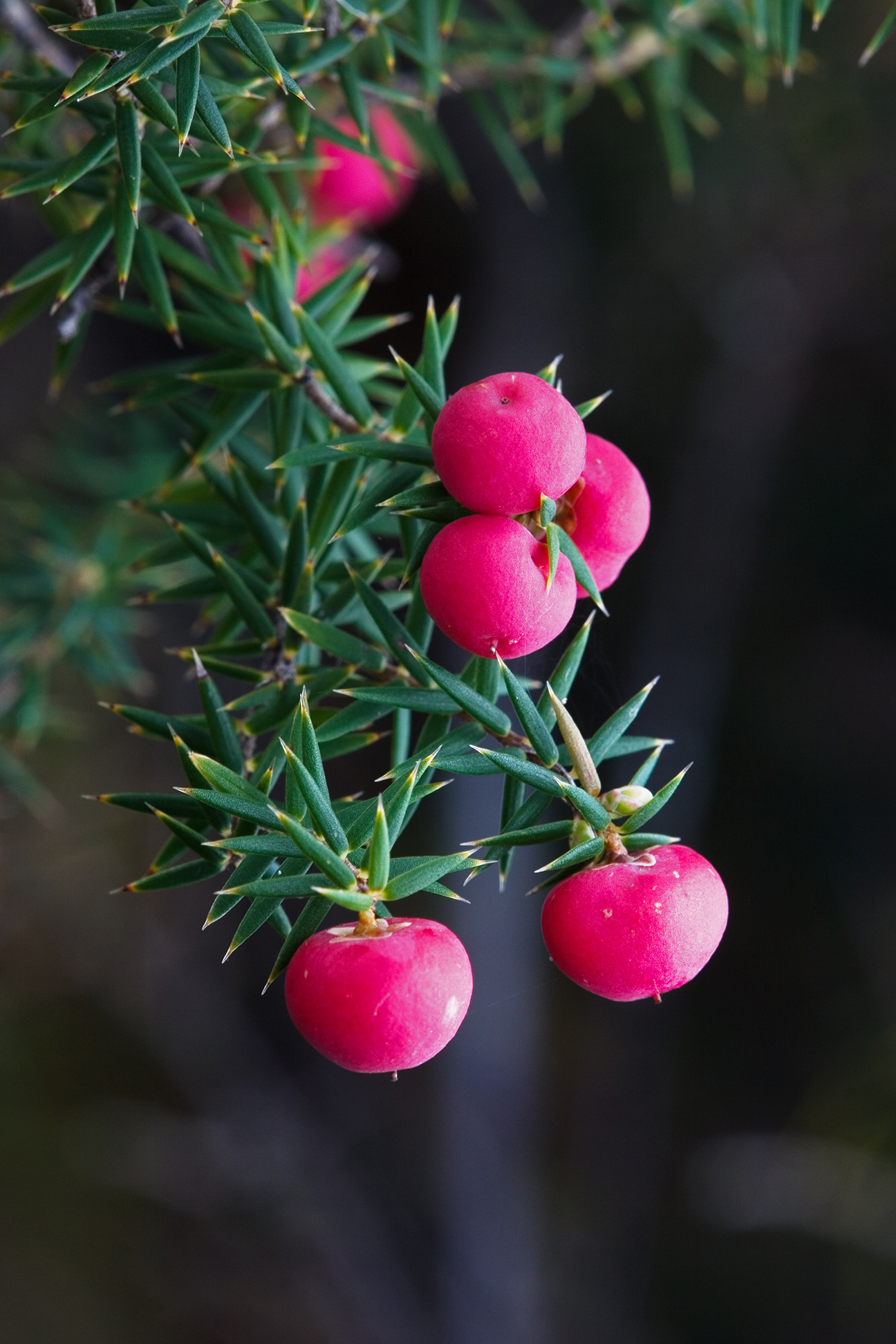
只含一个物种、浆果呈粉红色的杜松石南属（英语：Leptecophylla juniperina）原产于澳大拉西亚地区
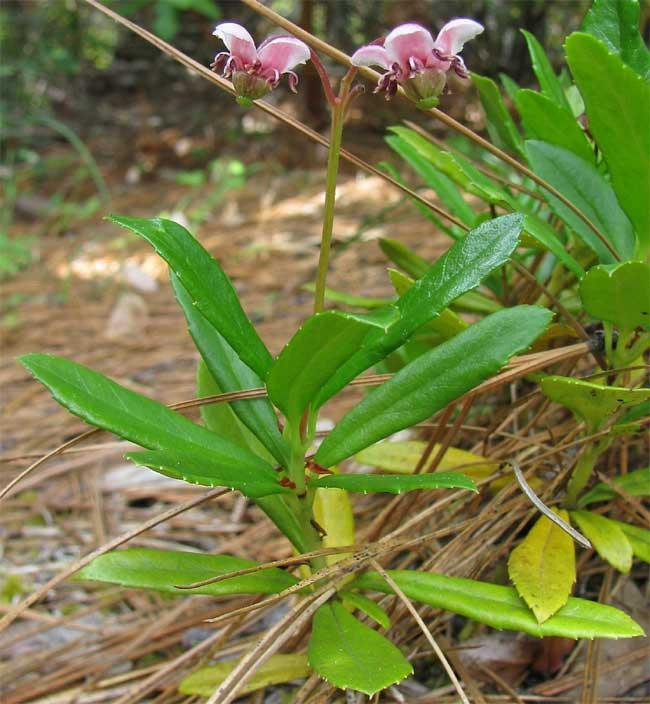
小喜冬草（英语：Chimaphila menziesii）是一种低矮的草本杜鹃花科植物，广布于北美洲西部沿岸的林下
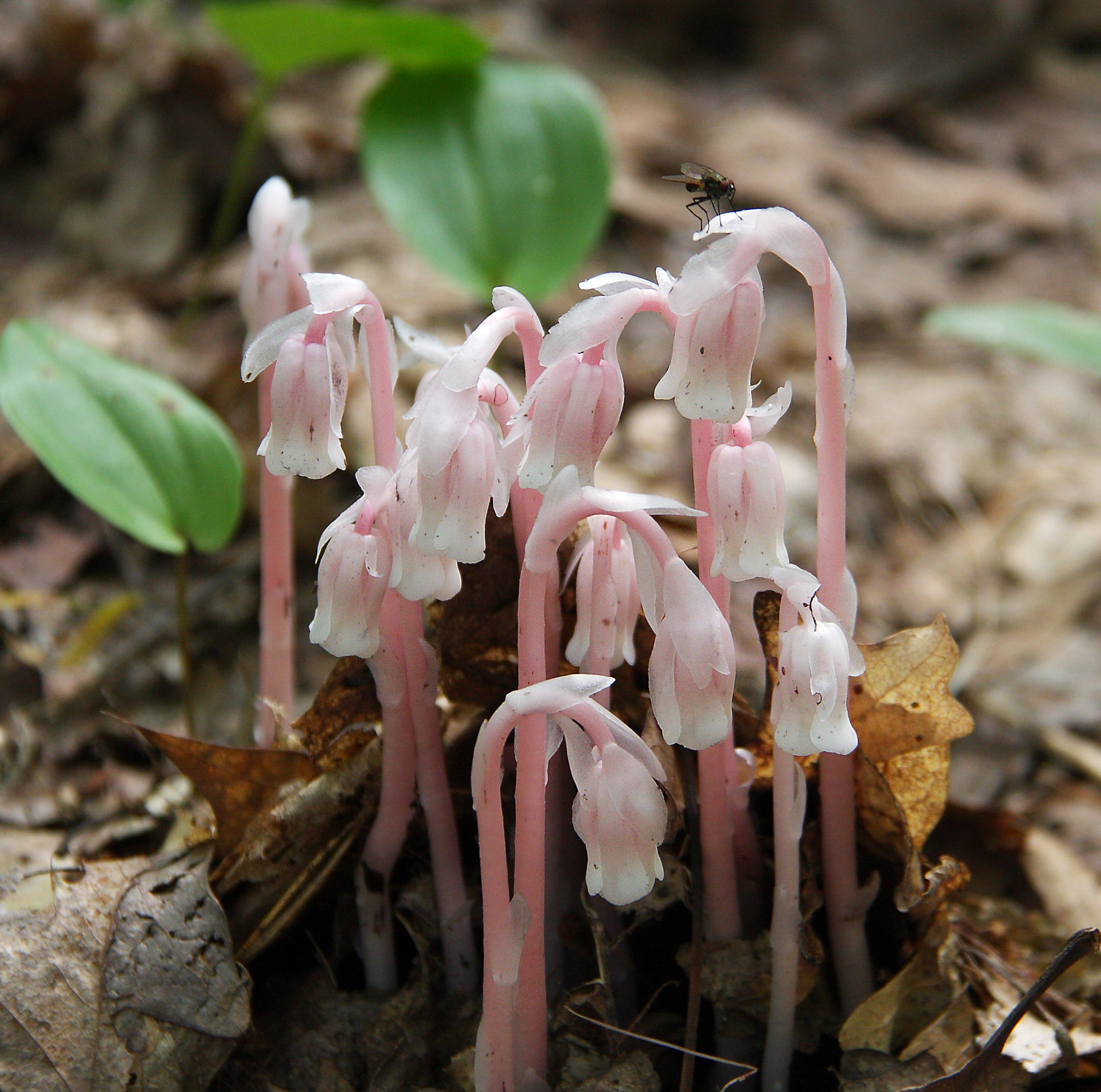
完全不含叶绿素的腐生植物——水晶兰，间断广布于亚洲和美洲
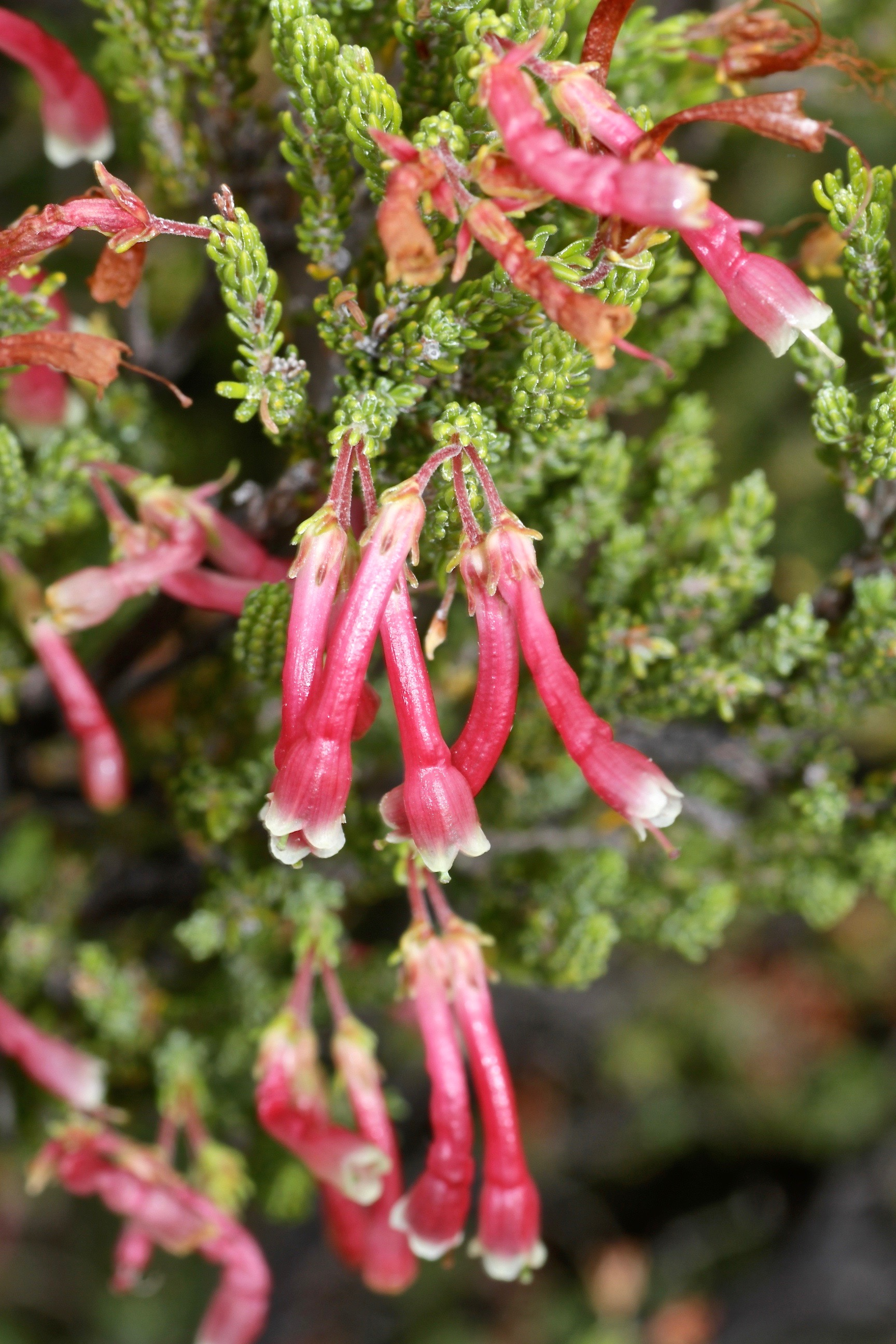
原产南非地中海气候区的一种欧石南（Erica discolor），小且硬质的叶片可以减缓水分在干热时节的流失
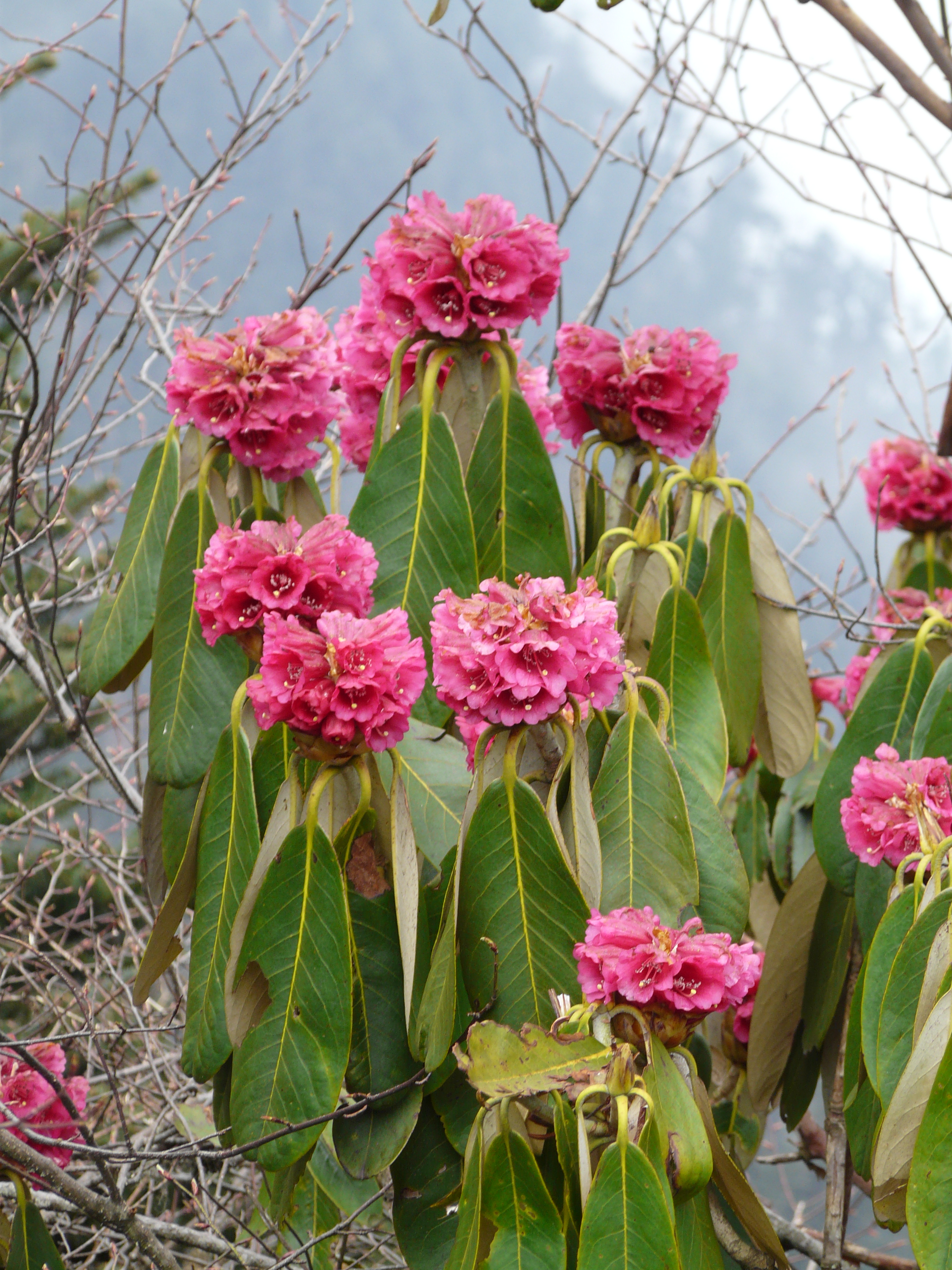
杜鹃花科近一半的物种都来自杜鹃花属，喜马拉雅地区为其物种多样性中心
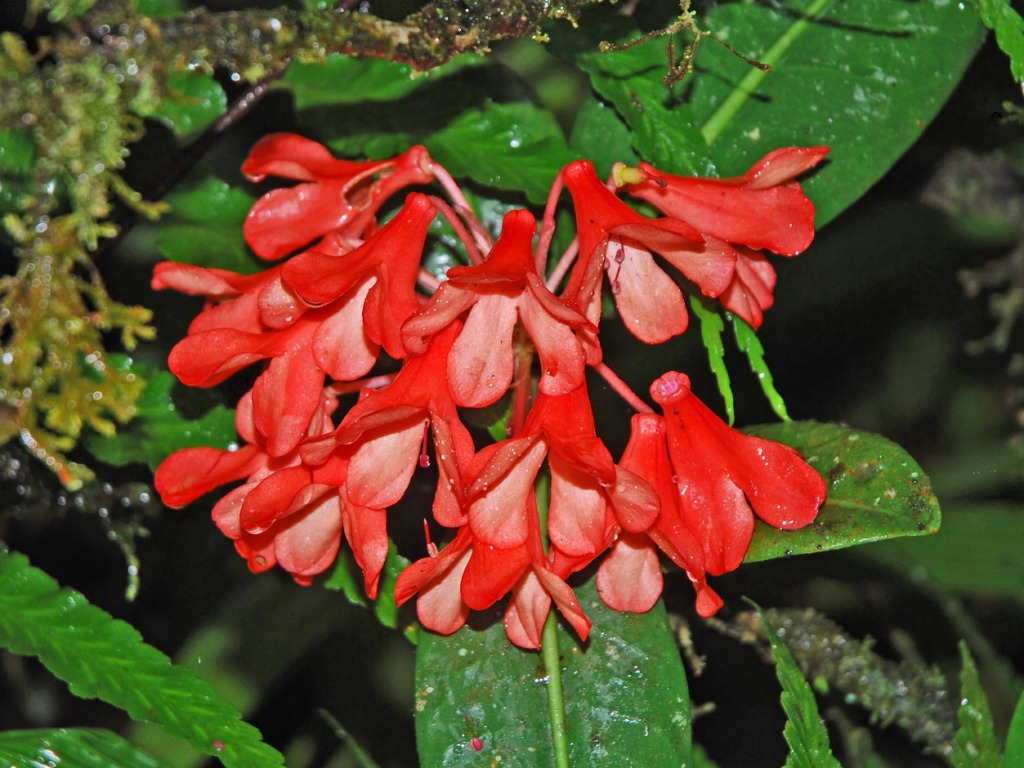
婆罗洲特有的附生型杜鹃花（粗厚叶杜鹃（英语：Rhododendron crassifolium）），被归为曾为独立属的越桔杜鹃组（英语：Rhododendron sect. Vireya）
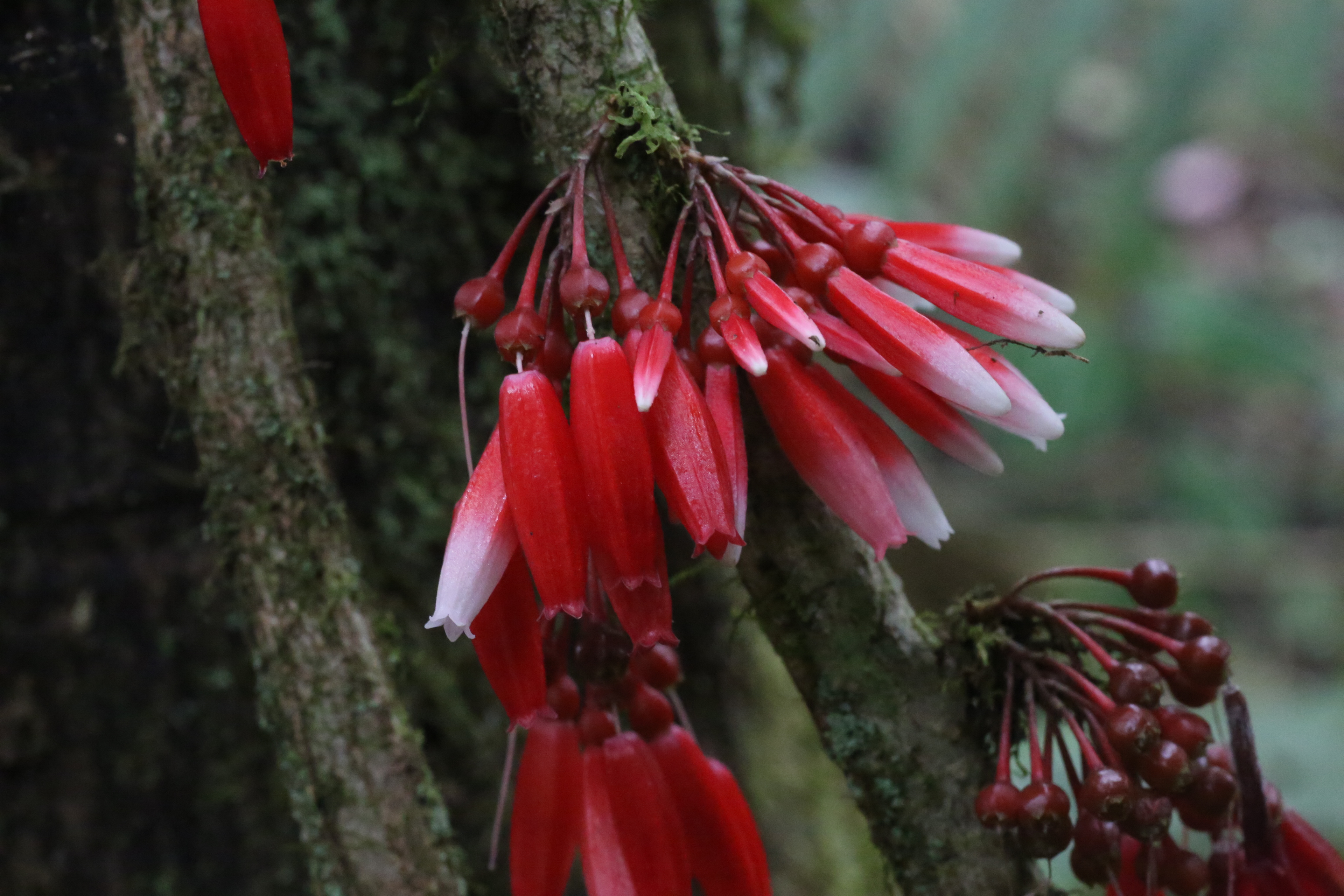
热带美洲是赤宝花属（英语：Thibaudia）Thibaudia inflata等附生型杜鹃花科物种的多样性中心之一
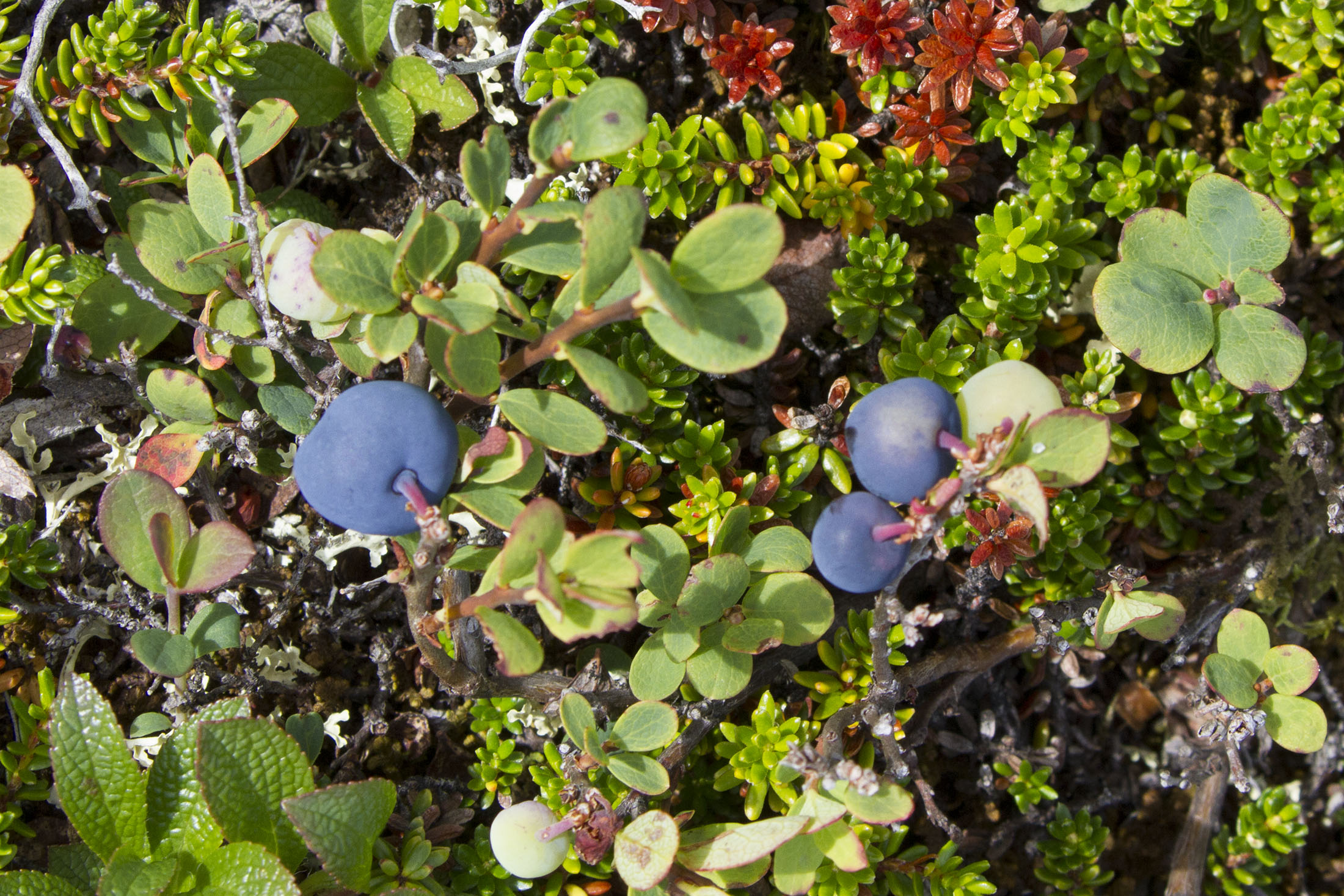
黑果越桔在全球环北极地区（英语：Circumboreal Region）的亚高山和亚极地生境均有分布
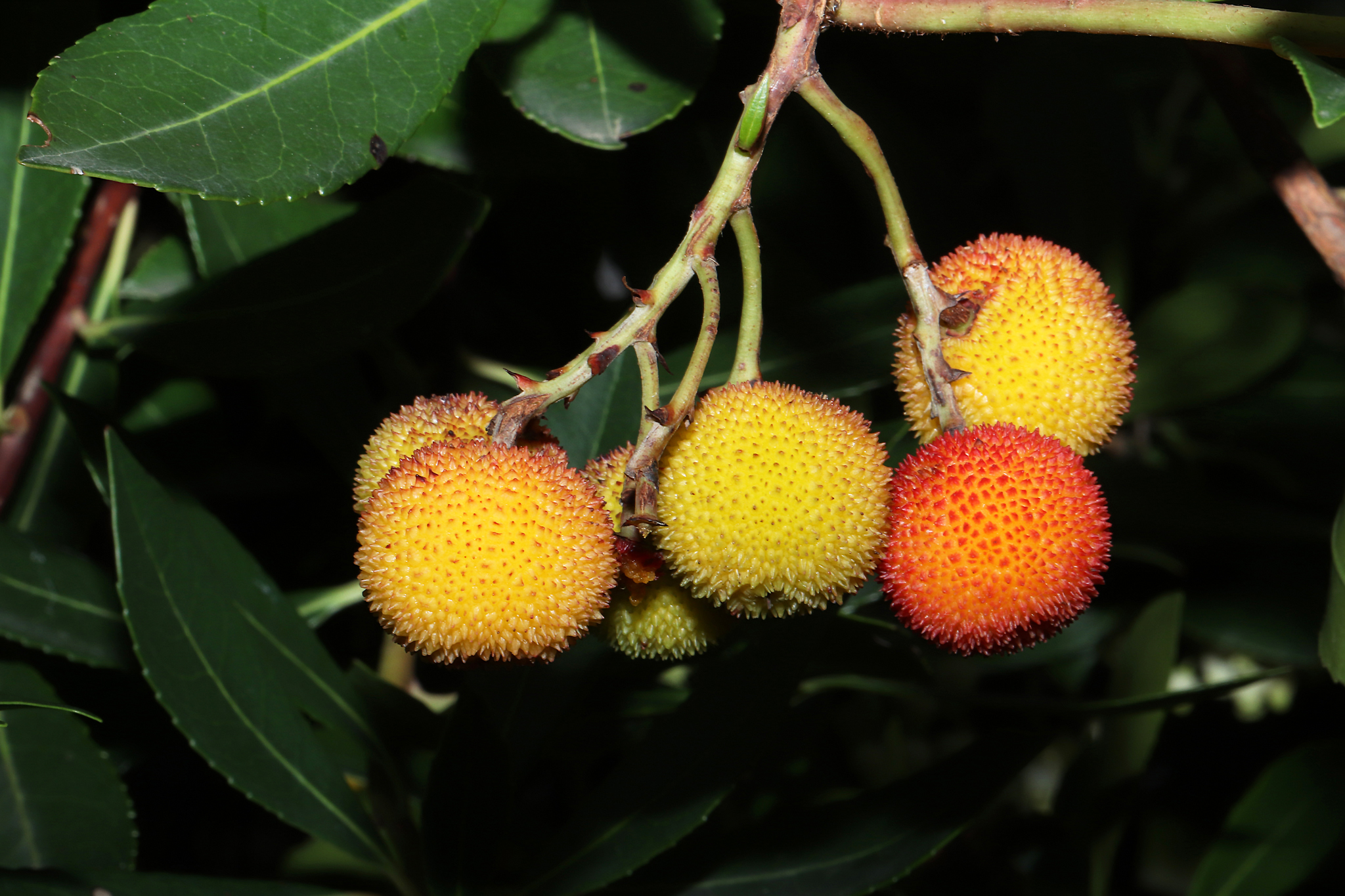
原产地中海地区、果实形似杨梅且可食用的草莓树在全球的地中海气候区都是较常见的园艺绿化用树种

### 属列表
以下依学名首字母顺序，列出了所有世界植物在线数据库中承认的属：
A
- 山须石南属 Acrothamnus
- 顶毛石南属 Acrotriche
- 树萝卜属 Agapetes
- 绊足花属 Agarista
- 山荆石南属 Agiortia
- 桃晶兰属 Allotropa
- 獐牙石南属 Andersonia
- 青姬木属 Andromeda
- 岩高石南属 Androstoma
- 奇花石南属 Anomalanthus
- 距药莓属 Anthopteropsis
- 翼冠莓属 Anthopterus
- 浆果鹃属 Arbutus
- 狼毒石南属 Archeria
- 熊果属 Arctostaphylos
- 北极果属 Arctous

B
- 七瓣杜属 Bejaria
- 瑞香石南属 Brachyloma
- 线香石南属 Bryanthus

C
- 帚石南屬 Calluna
- 岩须属 Cassiope
- 艳苞莓属 Cavendishia
- 沙石南属 Ceratiola
- 囊冠莓属 Ceratostema
- 地桂属 Chamaedaphne
- 假水晶兰属 Cheilotheca
- 喜冬草属 Chimaphila
- 夏冬青属 Comarostaphylis
- 梭花石南属 Conostephium
- 岩帚兰属 Corema
- 腺叶莓属 Costera
- 金叶子属 Craibiodendron
- 杜松石南属 Cyathodes

D
- 大宝石南属 Daboecia
- 凌霄莓属 Demosthenesia
- 羊乳莓属 Didonica
- 异蕊莓属 Dimorphanthera
- 桂叶莓属 Diogenesia
- 杉叶杜属 Diplarche
- 簇白珠属 Diplycosia
- 拟越橘属 Disterigma
- 龙草树属 Dracophyllum

E
- 南羽属 Elliottia
- 岩高兰属 Empetrum
- 吊鐘屬 Enkianthus
- 澳石南属 Epacris
- 蔓地莓属 Epigaea
- 单籽石南属 Eremia
- 欧石南属 Erica

G
- 白珠树属 Gaultheria
- 佳露果属 Gaylussacia
- 棱萼莓属 Gonocalyx

H
- 藓石南属 Harrimanella
- 松球兰属 Hemitomes

K
- 山月桂属 Kalmia
- 桃花杜属 Kalmiopsis

L
- 瓮花莓属 Lateropora
- 千屈石南属 Ledothamnus
- 杜香属 Ledum
- 黄杨杜鹃属 Leiophyllum
- 林檎石南属 Leptecophylla
- 贝叶石南属 Leucopogon
- 木藜芦属 Leucothoe
- 黄精石南属 Lissanthe
- 蔓山鹃属 Loiseleuria
- 珍珠花属 Lyonia

M
- 蜂鸟花属 Macleania
- 璎珞杜鹃属 Menziesia
- 独丽花属 Moneses
- 玉竹石南属 Monotoca
- 松下兰属 Monotropa
- 水晶兰属 Monotropsis
- 叉隔莓属 Mycerinus

N
- 岩风石南属 Needhamiella
- 大梗莓属 Notopora

O
- 山杜莓属 Oreanthes
- 鹊踏珠属 Ornithostaphylos
- 笔花莓属 Orthaea
- 单侧花属 Orthilia
- 酸木属 Oxydendrum

P
- 南树萝卜属 Paphia
- 毛丝莓属 Pellegrinia
- 水螅石南属 Pentachondra
- 松毛翠属 Phyllodoce
- 马醉木属 Pieris
- 松足兰属 Pityopus
- 扁果石南属 Planocarpa
- 黄晶兰属 Pleuricospora
- 烟花莓属 Plutarchia
- 大杞莓属 Polyclita
- 电珠石南属 Prionotes
- 杞莓属 Psammisia
- 松滴兰属 Pterospora
- 鹿蹄草属 Pyrola

R
- 杜鵑花屬 Rhododendron
- 伏石花属 Rhodothamnus
- 彩穗木属 Richea
- 竹柏石南属 Rupicola
- 杉叶莓属 Rusbya

S
- 血晶兰属 Sarcodes
- 合丝莓属 Satyria
- 礼裙莓属 Semiramisia
- 管药莓属 Siphonandra
- 报春石南属 Sphenotoma
- 提灯莓属 Sphyrospermum
- 昙石南属 Sprengelia
- 垂钉石南属 Styphelia
- 合囊莓属 Symphysia

T
- 腺白珠属 Tepuia
- 南杞莓属 Themistoclesia
- 云间杜鹃属 Therorhodion
- 赤宝花属 Thibaudia
- 轮果石南属 Trochocarpa

U
- 五敛莓属 Utleya

V
- 越橘屬 Vaccinium

W
- 辣石南属 Woollsia

X
- 滨熊果属 Xylococcus

Z
- 粉姬木属 Zenobia